# Grenelle des ondes
Pour les articles homonymes, voir ondes (homonymie).
Le « Grenelle des ondes » (anciennement « Grenelle des antennes-relais ») est un débat fait à l'instigation de Nathalie Kosciusko-Morizet, secrétaire d’État à l’économie numérique en 2009.
Il devait traiter des ondes électromagnétiques, de la téléphonie mobile, et du Wi-Fi et de répondre aux inquiétudes de l’opinion sensibilisée par les nombreuses polémiques suscitées par les associations soutenant l’existence de risques sanitaires des télécommunications.

## Réunion préparatoire
La première réunion préparatoire  intitulée « Radiofréquences, santé et environnement », a réuni État et organismes publics, élus et représentants des collectivités territoriales, opérateurs de téléphonie mobile, fabricants de téléphones mobiles, associations, organisations syndicales et personnalités qualifiées. Trois Ministres se sont impliqués dans cette mission : Roselyne Bachelot-Narquin, ministre de la Santé et des Sports, Nathalie Kosciusko-Morizet, secrétaire d’État chargée de la Prospective et du Développement de l’économie numérique, et Chantal Jouanno, secrétaire d’État chargée de l’Écologie..

### Position du gouvernement
Les responsables gouvernementaux ont engagé le débat en affirmant, par le truchement de Chantal Jouanno, que « les portables sont notre priorité numéro 1 ».  La représentante de Priarterm, a affirmé quant à elle qu’il fallait être « aussi ferme sur les antennes que sur les portables. »  Jean-Marie Danjou, délégué général de l’Association française des opérateurs mobiles (Afom), a rappelé l’obligation qu’avaient les opérateurs de couvrir l’ensemble du territoire. Il a déclaré : « Nous ne pouvons être à la fois dans l’obligation d’installer les antennes-relais et de les démonter », et a souligné la nécessité d’un cadre juridique « stable et clair ».
De son côté, le gouvernement a réaffirmé dans un communiqué de presse daté du 25 mai 2009 que « l'expertise internationale est à ce jour convergente sur la question des antennes et conclut, qu'en l'état actuel des connaissances scientifiques, et compte tenu des faibles niveaux d'exposition autour de ces installations en comparaison notamment avec ceux des téléphones mobiles, l'hypothèse d'un risque pour la santé pour les populations vivant à proximité des antennes relais de téléphonie mobile ne peut être retenue ».

### Les propositions d’orientations
À l’issue du Grenelle, une série de 10 orientations a été proposée : interdiction du portable à l’école primaire, limitation de l’usage du portable par les enfants (oreillette intégrée au téléphone), prise en charge des personnes présentant des symptômes attribués à une hypersensibilité aux champs électromagnétiques, ou encore mise en place de nouveaux outils d’informations destinés au public et aux élus... Il a été question également d’expérimenter l’abaissement du seuil des antennes dans certaines villes. 

### Déception des associations
Des associations se sont plaintes du caractère insuffisant de ces propositions. L’Association Santé Environnement France (ASEF) a dénoncé de nombreuses zones d’ombres.  Priarterm et Agir pour l'Environnement, ont quitté la table ronde en signe de protestation.

### Les opérateurs souhaitent des dispositions concrètes
Quant à L’AFOM, elle a insisté dans un communiqué sur la nécessité de transformer les avancées de la table ronde en dispositions concrètes garantissant la sécurité juridique de la couverture radio du territoire.

### Un Comité opérationnel sur les ondes de téléphonie mobile, des études
À la suite de cette rencontre préliminaire, le gouvernement a débloqué 1 million d’euros, pour le fonctionnement d’un comité opérationnel sur les antennes-relais (dit « Comité opérationnel sur les ondes de téléphonie mobile » ou Copic), présidé par le député (PS) François Brottes), et trois groupes de travail :
1. sur les protocoles de mesures des ondes
2. sur l'information du public, des professions de santé et des élus
3. sur les conditions de mise en œuvre d'une recherche indépendante.

Ce comité avait 9 mois pour dégager un consensus local et une « méthode de concertation locale » pour limiter les conflits entre les opérateurs et les riverains ; Il peut aussi expérimenter « une puissance émettrice inférieure à la réglementation actuelle ». 
Il a rendu le 26 août 2013 ses deux rapports à Philippe Martin (Ministre de l’Écologie) et à Fleur Pellerin (ministre déléguée chargée des Petites et Moyennes Entreprises, de l’Innovation et de l’Économie numérique). Ces travaux ont été conduits avec « des représentants de l’État, de collectivités locales, d’opérateurs de téléphonie mobile, d’associations de défense des consommateurs et de protection de l’environnement et s’est appuyé sur des compétences scientifiques et techniques fortes (Agence nationale des fréquences, Centre scientifique et technique du bâtiment, Institut national de l’environnement industriel et des risques, experts ») :
- un premier rapport[9] a évalué la possibilité de diminuer l'exposition aux ondes due aux antennes relais, sur la base d'expérimentations et de mesures d'exposition (faites dans 16 quartiers avec diverses configurations urbaines qui seront mis en ligne sur wwww.cartoradio.fr). Des simulations d'effets économiques d'une baisse de l'exposition ont aussi été faites ;
- un second rapport[10] porte sur la concertation et l'information locale, visant à mieux accompagner et intégrer les projets de création d'antennes relais, avec les retours d'expérience de neuf villes pilotes (jusqu’en décembre 2012). Les auteurs encouragent une information standardisée et obligatoire du maire quant aux projets d'antennes, et une information systématique des occupants avant installation d'une antenne sur leur bâtiment. Ils recommandent de renouer le dialogue en relançant les instances de concertation départementales. Les maires devraient pouvoir demander aux opérateurs des simulations des champs électromagnétiques qui seront produits par les futures antennes.

Les 2 ministres ont souhaité que le débat puisse se prolonger, piloté par l'Agence nationale des fréquences,avec toutes les parties prenantes.
Un autre rapport destiné à ces deux ministres était attendu en septembre 2013, écrit par Jean-François Girard et Philippe Tourtelier sur la sobriété en matière d’exposition aux ondes électromagnétiques

## Suites
Un appel à candidatures a été ouvert (17 sept - 31Oct 2009), invitant des collectivités volontaires à mettre en place des expérimentations visant à mesurer, modéliser et réduire l'exposition aux ondes, sur tout ou partie de leur territoire, ou pour expérimenter de nouvelles procédures de concertation et d’information. 
En 2015, après deux ans de discussion parlementaire, une proposition de loi a finalement abouti (vote définitif à l'Assemblée nationale le 29 janvier 2015). 
Cette loi encadre l'exposition aux ondes électromagnétiques, grâce à une procédure de concertation communale lors de l'implantation d'une antenne-relais. Plusieurs obligations d'information sont confirmées (à mettre en œuvre préalablement à l'autorisation d'exploitation délivrée par l'Agence nationale des fréquences (ANFR) ; de même en cas de  modification substantielle d'installations existantes. L'exécutif local a un rôle renforcé. Le maire (ou un président d'intercommunalité) peut demander à toute personne souhaitant exploiter une installation radioélectrique de constituer un dossier d'information incluant une simulation de l'exposition aux champs électromagnétiques. 
La loi réactive les instances de conciliation départementales et institue un comité de dialogue au niveau de l'ANFR. Au plus tard un an après promulgation de la loi, l'Agence doit produire pour les communes une carte à l'échelle communale des antennes-relais existantes.

Cette loi confirme l'interdiction du Wi-Fi dans les crèches. Les écoles primaires sont invitées à désactiver les bornes Wi-Fi et autres accès sans fil des équipements « lorsqu'ils ne sont pas utilisés pour les activités numériques pédagogiques » et informeront le conseil d'école de "toute nouvelle installation d'un réseau radioélectrique. Cette loi régule la publicité pour l'usage d'un téléphone mobile et elle aborde aussi l'électro-hypersensibilité en prévoyant le rendu d'un rapport gouvernemental, mais ce thème pourrait aussi être repris dans un projet de loi relatif à la santé.